# グロスター・ロード駅
グロスター・ロード駅もしくはグロースター・ロード駅 (グロスター・ロードえき、英語: Gloucester Road station) は、ロンドンのケンジントン&チェルシー区にある、ロンドン地下鉄の駅である。
ディストリクト線とサークル線、およびピカデリー線が発着する。この駅はトラベルカードゾーン1内にある。

## 概要
駅構造はサークル線・ディストリクト線ホームとピカデリー線ホームに大別される。
線路を共有して東から進んできたサークル線とディストリクト線の両線は、この駅の西側でディストリクト線アールズ・コート駅方面とサークル線ハイ・ストリート・ケンジントン駅方面に分岐する。両線の列車が発着する 2面3線のホームは掘割駅構造となっており、東行きは両路線が線路を共有する一方、西行きは個々の線路を使用する（配置については#駅構内の配置を参照のこと）。
ピカデリー線の列車はサークル線・ディストリクト線ホームよりも深い2面2線のホームに発着する。
この駅は車椅子で利用には適していない。ディストリクト線・サークル線のホームへは階段でしか行けない。その下のピカデリー線に通じる駅の下層部のコンコースへは地上からエレベーターで降りることができるが、そのコンコースとピカデリー線ホームの間をつなぐのも階段である。
この駅はサウス・ケンジントンのグロスター・ロードとクロムウェル・ロード（国道A4号線）との交差点から南にすぐのところにある。

## 歴史
1868年10月1日にメトロポリタン鉄道（現在のメトロポリタン線）がプレード・ストリート駅（Praed Street station、現在のパディントン駅）から西に延伸した時に、ブロンプトン（グロスター）駅（Brompton (Gloucester Road) station）として開業した。
この駅は一時的に路線の終点となったが、同年12月24日、メトロポリタン鉄道はサウス・ケンジントン駅まで延伸した。
同日、メトロポリタン・ディストリクト鉄道（現在のディストリクト線）が、ウェストミンスター駅からサウス・ケンジントン駅まで延伸し、東西からの線路がサウス・ケンジントン駅で接続した。両鉄道はライバル関係であったが、相互乗り入れを実施し、「インナー・サークル」として知られる列車運行を開始した。
1869年4月12日、メトロポリタン・ディストリクト鉄道はグロスター・ロード駅から西側にウェスト・ブロンプトン駅（ウェスト・ロンドン・エクステンション・ジョイント鉄道、現在のウェスト・ロンドン線との接続駅として開業）までのsouth-westward extensionを開通させた。開業の際には中間駅のアールズ・コート駅は開業していなかった（開業は1871年）。
また、1870年8月1日には、サウス・ケンジントン駅とこの駅の間に自社の線路を追加して敷設した。
さらに1871年7月3日には、この駅とハイストリート・ケンジントン駅の間にも「クロムウェル・カーブ」(Cromwell Curve)と呼ばれる独自の線路を敷設した。これはインナー・サークル運行の収益は2社の所有する線路の距離に応じて分割するものであったため、より多く収益を獲得しようと議会の承認なしに作られたものだったが、この目論みは失敗に終わった。
なお同じ日、クロムウェル・カーブに接続するようにブロンプトン支線（アールズ・コート駅～ハイ・ストリート・ケンジントン駅）も開業させ、メトロポリタン・ディストリクト鉄道は三角形状に（デルタ線）路線を有するようになる。
この時よりこの駅には2社がそれぞれ複線の合計4本の線路と、4番線までのプラットホームを有するようになる。
1872年2月1日、アールズ・コート駅からウェスト・ロンドン・エクステンション・ジョイント鉄道との接続駅であるアディション・ロード駅（Addison Road station、現在のケンジントン（オリンピア）駅）までの北方面支線が開通。この日より「アウター・サークル」(Outer Circle)系統がメトロポリタン・ディストリクト鉄道の路線を走り始め、この駅も経由するようになる。
1872年8月1日よりムーアゲート駅からマンション・ハウス駅までのミドル・サークル系統がこの駅を経由するようになるが、1900年7月30日にはミドル・サークル系統のアールズ・コート駅とマンション・ハウス駅間が廃止され、この駅にも乗り入れなくなった。
1906年12月15日、グレート・ノーザン・ピカデリー・アンド・ブロンプトン鉄道（現在のピカデリー線）がフィンズベリー・パーク駅とハマースミス駅の間で深い所を走る地下鉄として開業する。グロスター・ロード駅の深いプラットホームは掘割ホームの下に建設され、また既存の駅舎の増築部分からのエレベーターにより地上からのアクセスが提供された。この駅舎はレスリー・グリーンにより設計され、その正面はGNP&BRの特有の濃赤色（ox-blood red）の光沢を持つテラコッタで作られた。
1907年、東へ2駅の場所にあった、ブロンプトン・ロード駅（現在は廃止）という他のグレート・ノーザン・ピカデリー・アンド・ブロンプトン鉄道の駅との混同を避けるために「ブロンプトン(Brompton)」の名が駅名から外された。
1908年12月31日、アウター・サークルはアールズ・コート駅からマンション・ハウス駅の間の運行を取りやめた。
1949年、それまでメトロポリタン線の一部として運行されていたインナー・サークル系統は、「サークル線」として地下鉄路線図上で独立した。
クロムウェル・カーブはほとんど使用されないまま、1956年に廃止された。
1987年8月30日から1989年5月21日まで、ピカデリー線のプラットホームはエレベーターの移設工事により閉鎖された。
1990年代には、ショッピングモール・アパートビルをその上に建設するため、ディストリクト線・サークル線ホームの上に人工地盤が建設された。

## 駅構内の配置
掘割ホームの配置は初期の配置から変更されている。北側から南側へ初期の配置を書くと以下の通り。
- 4番ホーム: メトロポリタン鉄道 東方向行き
- 3番ホーム: メトロポリタン鉄道 西方向行き
- 2番ホーム: メトロポリタン・ディストリクト鉄道 東方向行き
- 1番ホーム: メトロポリタン・ディストリクト鉄道 西方向行き

東方向行きのメトロポリタン・ディストリクト鉄道の線路は現在サークル線の西方向行き（時計回り）が使用している。西方向行きのメトロポリタン鉄道の線路は撤去され、真ん中のホームの拡張に用いられた。東方向行きのメトロポリタン鉄道の線路は現在はディストリクト線とサークル線の両方の東方向行きが使用しているが、4番ホームではなく逆側から広げられた3番ホームを使用するように変更されている。
| 4番ホーム（メトロポリタン鉄道 東行き） |

| 現在は不使用 （旧4番ホーム） |

| 3番ホーム （ディストリクト/サークル線東行き） |
| 2番ホーム（サークル線西行き）                 |

| 3番ホーム（メトロポリタン鉄道 西行き）                 |
| 2番ホーム（メトロポリタン・ディストリクト鉄道 東行き） |

| 1番ホーム（メトロポリタン・ディストリクト鉄道 西行き） |

| 1番ホーム（ディストリクト線西行き） |

現在の状況は以下の通り。
- 3番ホーム:ディストリクト線・サークル線西方面行き
- 2番ホーム:サークル線西方面行き
- 1番ホーム:ディストリクト線西方面行き

使用されなくなった4番ホームは、Platform for Artの設備に使用され、所により北側の擁壁にレンガが置かれている。
駅の地表部分の内部は一つの改札・駅事務室を共有するように改装されている。かつて運行上の目的のためもしくは街路への出口として使用されていたピカデリー線駅舎のあった場所は、小売店舗のために使用されている。駅舎は現在、破損した壁のタイルの取り替えを伴う改装が進行中である。ピカデリー線の下層部通路・ホームの濃緑色もしくはクリーム色のタイルが貼られた壁は、初期のデザインに合うように再現するための破損したタイルの取り替えを含めた修理がなされている。

## 運行状況
日中の運行状況は以下の通り。本数は1時間あたりの列車本数。
- ピカデリー線
  - 西方向
    - 12本 ヒースロー空港行き
    - 3本 アックスブリッジ駅（英語版）行き
    - 3本 レイナーズ・レーン駅（英語版）行き
    - 6本 ノースフィールズ駅行き

  - 東方向
    - 18本 コックフォスターズ駅行き
    - 6本 アーノス・グローヴ駅行き
- ディストリクト線
  - 西方向
    - 6本 イーリング・ブロードウェイ駅行き
    - 6本 リッチモンド駅（英語版）行き
    - 6本 ウィンブルドン駅行き

  - 東方向
    - 6本 タワーヒル駅行き
    - 12本 アップミンスター駅行き
- サークル線
  - 8～9本 反時計回り
  - 8～9本 時計回り

## 事件
1953年、かつて政治犯としてアウシュビッツに収容されていたTeresa Lubienskaというポーランドの伯爵夫人が、この駅で刺し殺された。この事件は未解決である。

## バス路線
ロンドンバスの49、74系統と、ナイトバスのN74、N97系統が当駅を経由する。

## 隣の駅
ロンドン交通局
ロンドン地下鉄
■サークル線
ハイ・ストリート・ケンジントン駅 - グロスター・ロード駅 - サウス・ケンジントン駅
■ディストリクト線
本線
アールズ・コート駅 - グロスター・ロード駅 - サウス・ケンジントン駅
■ピカデリー線
アールズ・コート駅 - グロスター・ロード駅 - サウス・ケンジントン駅

## ギャラリー

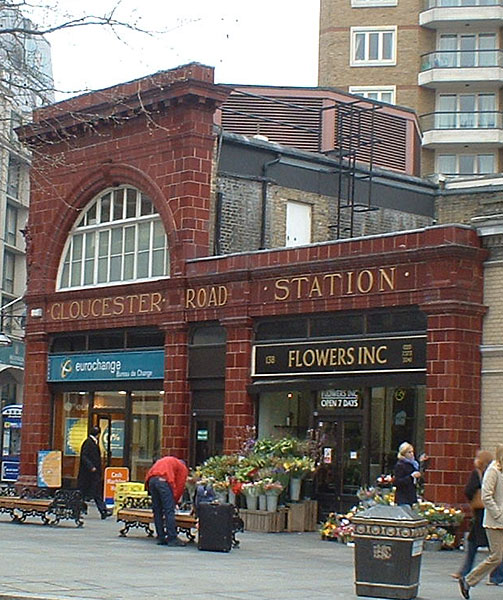
ピカデリー線駅舎
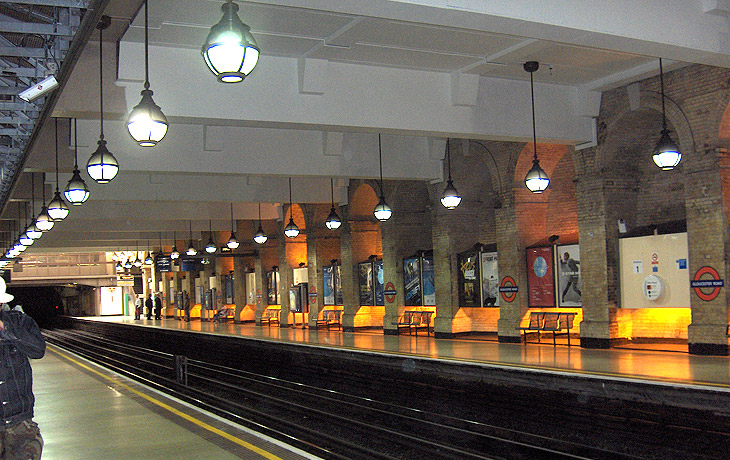
サークル線のホームからディストリクト線のホームを眺める(2006年9月)